# 博斯沃思原野戰役
博斯沃思原野戰役（英語：Battle of Bosworth Field），又譯包斯渥戰役，是15世紀後半葉蘭開斯特王朝與約克王朝間的內戰，也是玫瑰戰爭中倒數第二場戰役，戰火蔓延至全英格蘭。
1485年8月22日開戰，時任英王的理查三世麾下的約克勢力與里士满伯爵亨利·都鐸麾下的蘭開斯特勢力於博斯沃思平原交鋒。即便理查的兵力一開始以二比一的數量佔了優勢，但湯瑪斯·史坦利（即第一任德卑伯爵）、威廉·史坦利爵士以及亨利·柏西（即第四任諾桑伯蘭伯爵）卻陣前倒戈，投向了亨利·都鐸，這嚴重削弱了理查三世的軍力。除此之外，理查三世的相當親近的夥伴─諾弗克公爵約翰·霍華的陣亡也大大地打擊了理查與其部下的士氣，因此最終由蘭開斯特王朝獲勝。
在凱旋並娶了約克王朝公主伊丽莎白後，蘭開斯特王朝的領袖亨利·都鐸登基成為都鐸王朝的首任英王。他的敵手、約克王朝的最後一任國王理查三世，則死於此戰役。歷史學家認為博斯沃思原野戰役象徵著金雀花王朝的終結，為英國歷史關鍵性的一刻。

## 作品
在莎士比亚的戏剧《理查三世》中，该战役得到刻画，理查三世在失败前夕说“一匹马，一匹马，用我的王国换一匹马”，类似民謠：
|  | 少了一個鐵釘，丟了一隻馬掌。 少了一隻馬掌，丟了一匹戰馬。 少了一匹戰馬，敗了一場戰役。 敗了一場戰役，失了一個國家。 |

## 引用
1. ↑  約瑟芬·鐵伊. . 由沈旷翻译. 中國華僑出版社. 2016-06-01: 479. ISBN 978-7-999065-53-1.
2. ↑  劉國生. . 內蒙古文化出版社. 2009-03-01  [2021-08-16]. ISBN 9787806753248. （原始内容存档于2021-08-22）.
3. ↑  . 學習電子報. （原始内容存档于2020-07-10）.

## 外部連結
- Bosworth Battlefield Heritage Centre and Country Park （页面存档备份，存于）: website for the museum, contains information and photos about current state of the battlefield
- Richard III Society （页面存档备份，存于）: history society, which contains photos and articles that present several competing theories about the location of the battle

52°35′28″N 1°24′37″W / 52.59111°N 1.41028°W